# Ivana Křenová

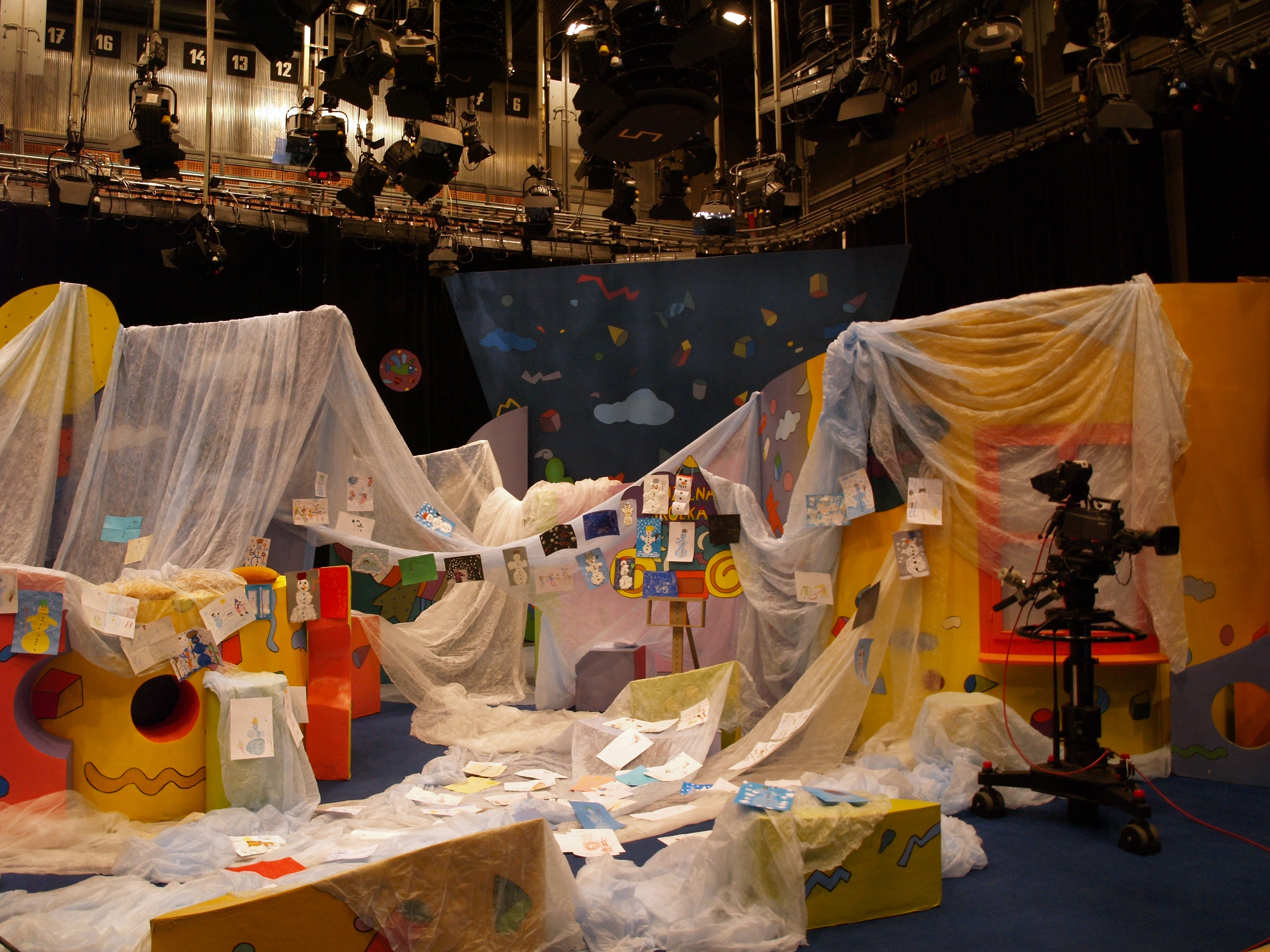
Příprava dekorací pořadu Kouzelná školka v televizním studiu KH-3

Ivana Křenová (* 4. dubna 1963) je česká televizní režisérka, scenáristka a dramaturgyně. V letech 1981-5 studovala televizní specializaci na katedře žurnalistiky Univerzity Karlovy a v roce 1991 absolvovala studium dokumentární tvorby na Filmové a televizní fakultě Akademie múzických umění v Praze. V současnosti tvoří dramaturgii pořadu Sama doma, který Česká televize vysílá od roku 1998. Externě vyučuje na Střední a Vyšší odborné škole reklamní a umělecké tvorby Michael. V roce 2015 byla nominována na Českého lva v kategorii Nejlepší dokumentární televizní film nebo seriál za pořad Výměna manželek.

## Dílo
Hlavní oblasti tvorby:

### Režie
- 1995–99 – cyklus EGO (Bára na molu, Svět na konci Vernéřovic, Dům pro Afriku, Máma je policajt, Akce mimino atd.)
- 1998–99 – dokumentární cyklus Navštívenka
- 1999–2002 – dokumentární cyklus Čas pro rodinu (Rodina a stáří, Rodina a domácí násilí, Rodina a závislosti, Domácí škola, atd.)
- 2004 – půlhodinové dokumenty (Proč pijí české ženy, Na hlavu nebo na vlastní nohy? Je nás hodně, no a co…)
- 2006–12 přes 50 portrétů v rámci pořadu Barvy života (seriál)
- 2008 – záznam opery Brundibár[5], videoklip skupiny Katapult, reklama pro Dinopark
- 2008 až současnost – práce na pořadu Kouzelná školka pro děti od 3 do 6 let
- 2011 – cykly pro Evropský sociální fond a Dům zahraničních služeb
- 2013 – dokumentární trilogie Děti Přemysla Pittera[6]
- DVD Cvičení pro těhotné a Cvičení po porodu[7]

### Scenáristika
- TV cyklus České milování [8][9]